# Чемпионат Дании по кёрлингу среди мужчин
Чемпионат Дании по кёрлингу среди мужчин (дат. DM Herrer) — ежегодное соревнование датских мужских команд по кёрлингу. Проводится с 1971 года. Организатором является Ассоциация кёрлинга Дании (дат. Dansk Curling Forbund).

## Годы и команды-призёры
Составы команд указаны в порядке: четвёртый, третий, второй, первый, запасной, тренер; cкипы выделены полужирным шрифтом.

### Только чемпионы
| Год  | Золото                                          | Золото                                                                                          |
| Год  | Кёрлинг-клуб, город                             | Состав команды                                                                                  |
| 1971 | FCC                                             | Mogens Olsen, ?, ?                                                                              |
| 1972 | ?                                               | Вигго Хунаеус, ?, ?                                                                             |
| 1973 | CCC                                             | Вигго Хунаеус, Per Hedley, Кристиан Ольрик, ? Ahm                                               |
| 1974 | Hvidovre CC (Видовре)                           | Флемминг Педерсен, Арне Педерсен, Ханс Хенриксен, Арвид Петерсен                                |
| 1975 | HCC                                             | Джон Кьерульф, Петер Хаазе, Лейф Готтске, Кеннет Поульсен                                       |
| 1976 | HCC                                             | Оле Ларсен, Йёрн Блак, Йёрн Йёргенсен, Фредди Бартельсен                                        |
| 1977 | HCC                                             | Томми Стьерне, Олуф Ольсен, Стин Хансен, Петер Андерсен                                         |
| 1978 | HCC                                             | Арвид Петерсен, Арне Педерсен, Эрик Келнаес, Джон Кристиансен                                   |
| 1979 | HCC                                             | Пер Берг, Герт Ларсен, Ян Хансен, Микаэль Харри                                                 |
| 1980 | HCC                                             | Йёрн Блак, Фредди Бартельсен, Бент Йёргенсен, Арне Педерсен                                     |
| 1981 | HCC                                             | Томми Стьерне, Олуф Ольсен, Стин Хансен, Петер Андерсен                                         |
| 1982 | HCC                                             | Пер Берг, Герт Ларсен, Ян Хансен, Микаэль Харри                                                 |
| 1983 | HCC                                             | Томми Стьерне, Олуф Ольсен, Стин Хансен, Петер Андерсен                                         |
| 1984 | GCC                                             | Кристиан Туне, Нильс Сиггорд, Michael Petersen, Торстен Сённергор                               |
| 1985 | FCC                                             | Франтс Гуфлер, Ханс Гуфлер, Стин Хансен, Микаэль Синдт                                          |
| 1986 | HCC                                             | Томми Стьерне, Пер Берг, Петер Андерсен, Иван Фредериксен                                       |
| 1987 | HCC                                             | Герт Ларсен, Олуф Ольсен, Ян Хансен, Микаэль Харри                                              |
| 1988 | HCC                                             | Герт Ларсен, Олуф Ольсен, Ян Хансен, Микаэль Харри                                              |
| 1989 | HCC                                             | Томми Стьерне, Пер Берг, Петер Андерсен, Андерс Сёдерблом, запасной: Иван Фредериксен           |
| 1990 | HCC                                             | Томми Стьерне, Пер Берг, Петер Андерсен, Андерс Сёдерблом, запасной: Иван Фредериксен           |
| 1991 | HCC                                             | Кристиан Туне, Нильс Сиггорд, Лассе Лаурсен, Хенрик Якобсен                                     |
| 1992 | HCC                                             | Томми Стьерне, Пер Берг, Петер Андерсен, Андерс Сёдерблом, запасной: Иван Фредериксен           |
| 1993 | HCC                                             | Герт Ларсен, Олуф Ольсен, Микаэль Харри, Хенрик Якобсен, запасной: Том Нильсен                  |
| 1994 | HCC                                             | Герт Ларсен, Олуф Ольсен, Микаэль Харри, Хенрик Якобсен, запасной: Том Нильсен                  |
| 1995 | HCC                                             | Герт Ларсен, Олуф Ольсен, Микаэль Харри, Хенрик Якобсен, запасной: Том Нильсен                  |
| 1996 | HCC                                             | Ульрик Шмидт, Лассе Лаурсен, Ульрик Дамм, Брайан Хансен                                         |
| 1997 | HCC                                             | Томми Стьерне, Герт Ларсен, Петер Андерсен, Андерс Сёдерблом, запасной: Иван Фредериксен        |
| 1998 | HCC                                             | Томми Стьерне, Герт Ларсен, Петер Андерсен, Андерс Сёдерблом, запасной: Иван Фредериксен        |
| 1999 | HCC                                             | Ульрик Шмидт, Лассе Лаурсен, Брайан Хансен, Карстен Свенсгор, запасной: Франтс Гуфлер           |
| 2000 | HCC                                             | Ульрик Шмидт, Лассе Лаурсен, Брайан Хансен, Карстен Свенсгор, запасной: Франтс Гуфлер           |
| 2001 | HCC                                             | Йонни Фредериксен, Хенрик Якобсен, Ларс Виландт, Бо Йенсен, запасной: Герт Ларсен               |
| 2002 | HCC                                             | Ульрик Шмидт, Лассе Лаурсен, Карстен Свенсгор, Джоэл Островски                                  |
| 2003 | HCC                                             | Ульрик Шмидт, Лассе Лаурсен, Карстен Свенсгор, Джоэл Островски, запасной: Кристиан Хансен       |
| 2004 | HCC                                             | Йонни Фредериксен, Ларс Виландт, Бо Йенсен, Кеннет Дауке Андерсен, запасной: Хенрик Якобсен     |
| 2005 | HCC                                             | Йонни Фредериксен, Ларс Виландт, Бо Йенсен, Кеннет Дауке Андерсен, запасной: Хенрик Якобсен     |
| 2006 | HCC                                             | Ульрик Шмидт, Лассе Лаурсен, Карстен Свенсгор, Джоэл Островски                                  |
| 2007 | HCC                                             | Йонни Фредериксен, Ларс Виландт, Кеннет Хертсдаль, Бо Йенсен, запасной: Иван Фредериксен        |
| 2008 | HCC                                             | Йонни Фредериксен, Ларс Виландт, Кеннет Хертсдаль, Бо Йенсен, запасной: Ульрик Шмидт            |
| 2009 | HCC                                             | Йонни Фредериксен, Ларс Виландт, Кеннет Хертсдаль, Бо Йенсен, запасной: Ульрик Шмидт            |
| 2010 | HCC                                             | Йонни Фредериксен, Ларс Виландт, Кеннет Хертсдаль, Бо Йенсен, запасной: Ульрик Шмидт            |
| 2011 | HCC                                             | Томми Стьерне, Андерс Сёдерблом, Петер Андерсен, Иван Фредериксен, запасной: Пер Берг           |
| 2012 | HCC                                             | Расмус Стьерне, Йонни Фредериксен, Миккель Поульсен, Троэльс Харри, запасной: Ларс Виландт      |
| 2013 | HCC                                             | Расмус Стьерне, Йонни Фредериксен, Миккель Поульсен, Троэльс Харри, запасной: Ларс Виландт      |
| 2014 | HCC                                             | Расмус Стьерне, Йонни Фредериксен, Миккель Поульсен, Троэльс Харри, запасной: Ларс Виландт      |
| 2015 | HCC                                             | Йонни Фредериксен, Бо Йенсен, Ларс Виландт, Кеннет Хертсдаль                                    |
| 2016 | HCC                                             | Расмус Стьерне, Йонни Фредериксен, Миккель Поульсен, Троэльс Харри, запасной: Оливер Дюпон      |
| 2017 | HCC                                             | Расмус Стьерне, Йонни Фредериксен, Миккель Поульсен, Оливер Дюпон, запасной: Тобиас Туне        |
| 2018 | HCC                                             | Расмус Стьерне, Йонни Фредериксен, Миккель Поульсен, Оливер Дюпон, запасной: Мортен Берг Томсен |
| 2019 | HCC                                             | Расмус Стьерне, Йонни Фредериксен, Ларс Виландт, Оливер Дюпон, запасной: Кеннет Хертсдаль       |
| 2020 | GCC/TCC                                         | Тобиас Туне, Каспер Викстен, Даниэль Поульсен, Оливер Сё                                        |
| 2021 | чемпионат не проводился из-за пандемии COVID-19 | чемпионат не проводился из-за пандемии COVID-19                                                 |
| 2022 | HCC                                             | Расмус Стьерне, Йонни Фредериксен, Миккель Поульсен, Оливер Дюпон                               |
| 2023 | GCC                                             | Микаэль Квист, Тобиас Туне, Оливер Сё, Кристиан Туне                                            |

### Чемпионы и призёры
| Год  | Золото                                                                            | Серебро                                                                                       | Бронза                                                                                                |
| 2024 | HCC / GCC Jacob Schmidt, Jonathan Vilandt, Alexander Qvist, Kasper Bøge Jurlander | HCC Расмус Стьерне, Йонни Фредериксен, Оливер Дюпон, Миккель Поульсен, запасной: Ларс Виландт | GCC / HCC / TCC Миккель Краусе, Мадс Нёргор, Хенрик Хольтерман, Оливер Сё, запасной: Christian Karger |